# Godgory
Godgory est un groupe de heavy metal suédois actif de 1992 à 2004.

## Biographie
Le groupe est formé en 1992 à Karlstad en tant que cover band et a enregistré sa première démo en 1994.

## Discographie
- 1995 : Sea of Dreams
- 1996 : Shadow's Dance
- 1999 : Resurrection
- 2001 : Way Beyond